# The Hague Forum for Judicial Expertise
The Hague Forum for Judicial Expertise is in 2004 in het leven geroepen door de Hague Academic Coalition in samenwerking met de Raad voor de rechtspraak om rechters uit het buitenland de mogelijkheid te bieden om meer kennis op te doen van het internationaal recht.  Nationale rechters worden steeds meer geconfronteerd  met de internationalisering van het recht en hebben meer behoefte aan kennis over de toepassing, implementatie en naleving van het internationaal recht. Gelet op het feit dat Den Haag een centrale rol speelt in het internationaal recht, vormt de aanwezige academische en praktische expertise in Den Haag een goede voorwaarde voor het geven van dergelijke programma’s. De oprichting van het Forum draagt bij aan de kennisoverdracht van het internationaal recht maar zal op lange termijn ook de mogelijkheid vergroten van nationale rechters om bij te dragen aan de  ontwikkeling van het internationaal recht. 
Het T.M.C. Asser Instituut is, in een overeenkomst met de Hague Academic Coalition, verantwoordelijk voor de implemenatie en de organisatie van het Hague Forum for Judicial Expertise